# Ејраб (Алабама)
Ејраб (енгл. Arab) град је у америчкој савезној држави Алабама. По попису становништва из 2010. у њему је живело 8.050 становника.

## Демографија
Према попису становништва из 2010. у граду је живело 8.050 становника, што је 876 (12,2%) становника више него 2000. године.
| Група             | 2000.         | 2010.         |
| Белци             | 7.020 (97,9%) | 7.714 (95,8%) |
| Афроамериканци    | 13 (0,2%)     | 8 (0,1%)      |
| Азијати           | 28 (0,4%)     | 59 (0,7%)     |
| Хиспаноамериканци | 47 (0,7%)     | 136 (1,7%)    |
| Укупно            | 7.174         | 8.050         |